# Chaleco antibalas

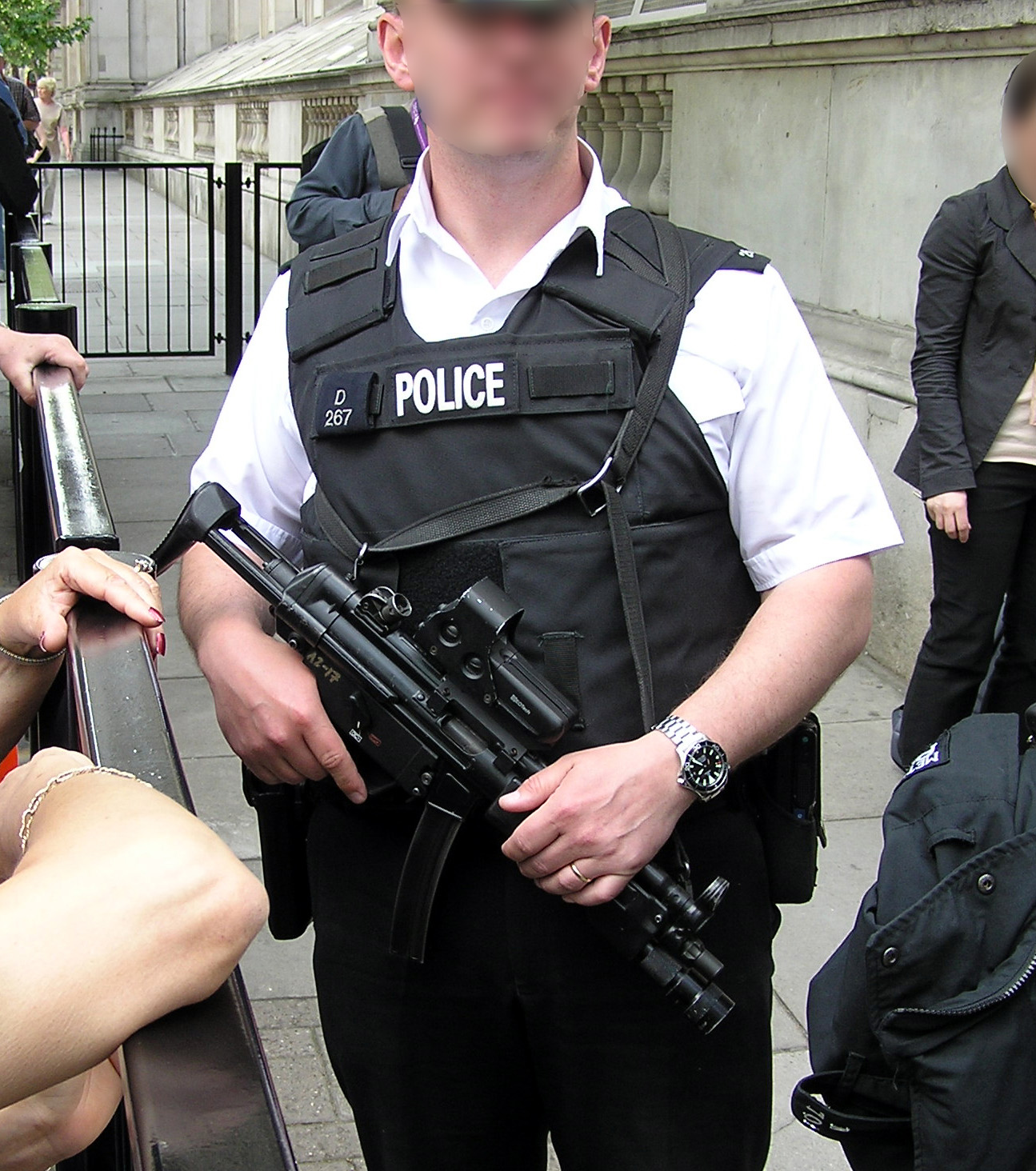
Un oficial de policía en Londres con un chaleco a prueba de balas no antibalas.

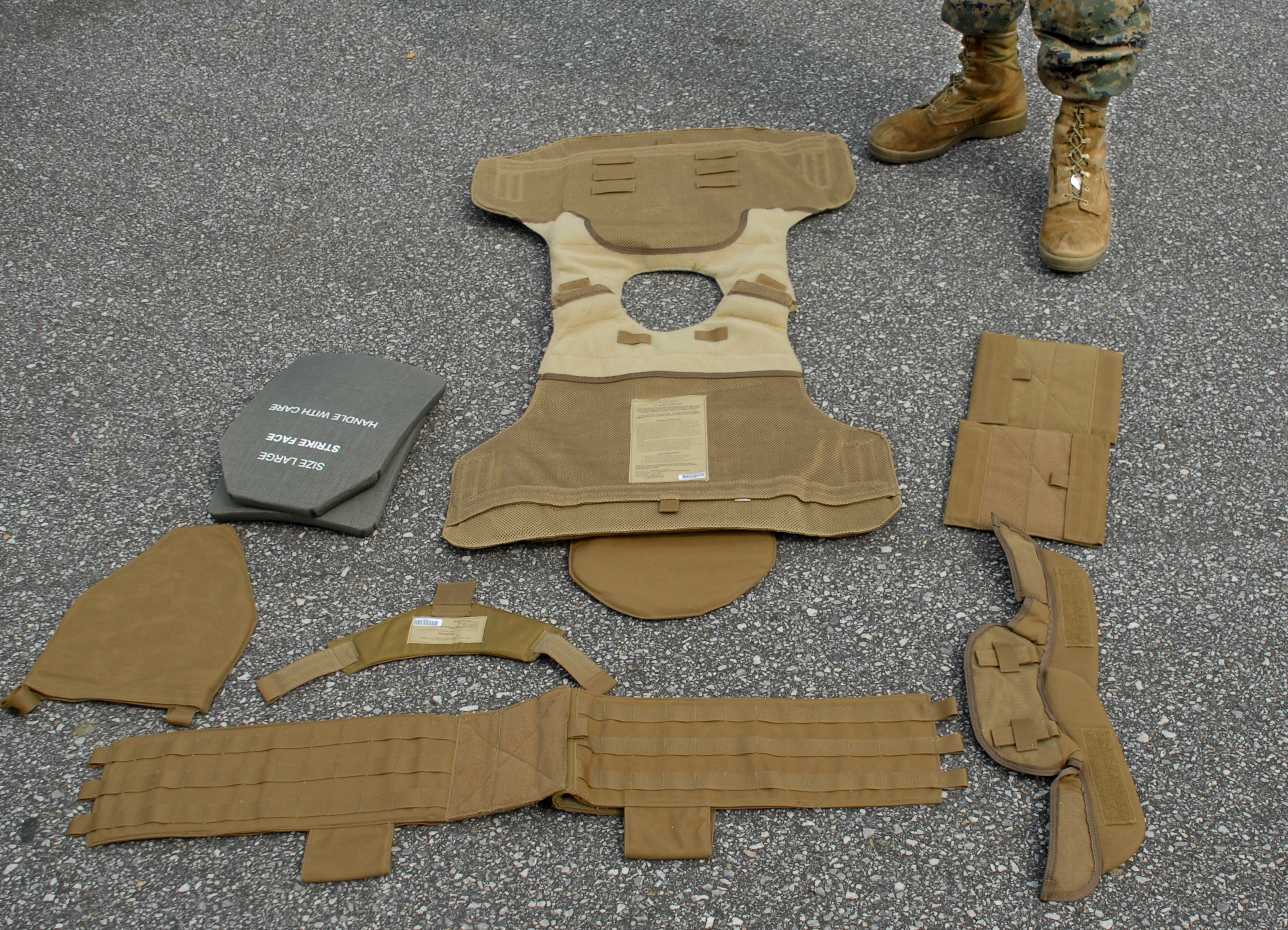
Composición de un chaleco del Cuerpo de Marines de los Estados Unidos.

Un chaleco a prueba de balas es una prenda protectora que absorbe el impacto de balas disparadas al torso y esquirlas provenientes de explosiones. Los chalecos están hechos de varias capas de fibras laminadas o de tejido sintético y protegen a la persona que lo usa de proyectiles disparados por armas de fuego y de la metralla  de algunos artefactos explosivos como granadas de mano. Cuando se le agregan placas metálicas o cerámicas a un chaleco a prueba de balas este también puede proteger al usuario de proyectiles disparados por un fusil. En combinación con piezas metálicas o capas de tejidos sumamente densos, el chaleco antibalas ofrece al usuario cierta protección ante un ataque con cuchillo. Protegen hasta cierto punto, pero no son impenetrables debido a la gran variedad de calibres de las armas de fuego. Los chalecos a prueba de balas son utilizados comúnmente por la policía, personal de seguridad privada y civiles, mientras que los chalecos con componentes reforzados son llevados en combate por soldados de varias naciones, así como las unidades especiales de policía.
Una armadura moderna puede combinar un chaleco a prueba de balas con otras prendas protectoras, como un casco. Los chalecos a prueba de balas para policías y soldados también pueden incluir protecciones inguinales, hombreras, cuello y defensas laterales.
En los chalecos a prueba de balas se usa regularmente ceramica o acero AR500 
Un material bueno para placa balisticas es el Acero Ar500 pero también el problema es que al impactar genera esquirlas muy peligrosas por eso la placa balistica debe tener un recubrimiento especial como de goma.
Las de ceramica son también buenas pero tienden a deformarse mas rapido que las de acero y suelen dejar un impacto mas significativo en la persona.

## Introducción
Los chalecos antibalas usan capas de fibra resistente para capturar y deformar la bala, esparciendo su fuerza sobre una gran superficie del chaleco. El chaleco absorbe la energía del proyectil deformable, deteniéndolo antes de que perfore por completo el chaleco. Algunas capas pueden ser penetradas pero, mientras la bala se deforma, la energía es absorbida por una superficie cada vez mayor. Aunque el chaleco pueda evitar la penetración de la bala, tanto el chaleco y la persona que lo usa absorben la energía del proyectil. Aun sin penetración, las balas de pistola modernas contienen suficiente energía para causar un trauma en la zona de impacto. Las especificaciones del chaleco incluyen la resistencia de penetración y la cantidad de energía que llega al cuerpo de la persona. Los chalecos antibalas ofrecen una pequeña protección contra cuchillos, flechas o balas no deformables; la fuerza del impacto de estos objetos se concentra en un área relativamente pequeña, por lo que puede penetrar las capas del chaleco. Los chalecos pueden incluir capas de metal (como acero o titanio), cerámica o polietileno, que proveen protección extra a las áreas vitales. Estas capas adicionales son efectivas contra todas las pistolas y contra algunos fusiles. Estos agregados son comunes en los chalecos militares, ya que los chalecos normales no son eficaces contra la munición militar. Los guardiacárceles suelen usar chalecos especiales diseñados específicamente contra cuchillos y objetos afilados, incorporando capas de tejidos sintéticos densos o tejidos sintéticos laminados y componentes metálicos.

## Historia

### Edad Moderna
En el siglo XV, las culturas mesoamericanas crearon el Ichcahuipilli, y los europeos el gambesón, ambas armaduras fueron desarrollos tempranos de chalecos antibalas. En 1538, Francesco Maria della Rovere encargó a Filippo Negroli crear un chaleco a prueba de balas. En 1561, Maximiliano II puso a prueba su armadura contra un arma de fuego. De igual forma, en 1590 Sir Henry Lee esperaba que su armadura Greenwich fuese a prueba de balas, aunque su eficacia era polémica en esos tiempos. A fines de 1500, el término "a prueba de balas" se usaba para designar una armadura en la cual se podía observar la abolladura producida por una bala, que demostraba su resistencia ante la penetración de proyectiles.

### 1800-1930
El primer chaleco antibalas liviano, Myeonje baegab, fue inventado en Joseon, Corea, en 1860 un tiempo después de la campaña francesa contra Corea. Heungseon Daewongun ordenó la confección de chalecos antibalas por el incremento de amenazas de parte de los ejércitos occidentales. Kim Gi-Doo y Gang Yoon descubrieron que el algodón podía proteger contra proyectiles si era lo suficientemente denso, diseñando chalecos compuestos de 30 capas de algodón. Estos chalecos fueron utilizados en batalla durante la expedición de los Estados Unidos a Corea, cuando la Armada de los Estados Unidos atacó la isla de Ganghwa en 1871. El Ejército de los Estados Unidos capturó uno de los chalecos antibalas y lo llevó a los Estados Unidos, donde fue guardado en el Museo Smithsonian hasta 2007. El chaleco fue devuelto a Corea y está expuesto al público.
El primer empleo de protección antibalas del cual se tiene constancia tuvo lugar en 1879, cuando una banda de prófugos australianos dirigida por Ned Kelly fabricó armaduras a partir de chatarra. La armadura cubría sus torsos, antebrazos y muslos, incluyendo un casco. Los trajes artesanales pesaban 44 kg (96 libras), dificultando los movimientos de los miembros de la banda durante una redada policial en Glenrowan en 1880. Su empleo resultó ser inútil, ya que los trajes no protegían las piernas.
A inicios de los años 1880, el doctor George Emery Goodfellow de Arizona comenzó a hacer investigaciones con chalecos de seda parecidos a los gambesones medievales, que tenían entre 18 y 30 capas de tela para proteger al usuario de las flechas. El interés del doctor Goodfellow en chalecos antibalas de seda aumentó luego de conocer varios casos en donde la tela de seda aminoró el impacto de balas en el cuerpo de personas que fueron atacadas con armas de fuego.
El polaco Casimir Zeglen se basó en los hallazgos de Goodfellow para desarrollar un chaleco antibalas hecho de tela de seda a fines del siglo XIX, que podía detener las balas relativamente lentas disparadas por pistolas que empleaban cartuchos con pólvora negra. Estos chalecos costaban 800 USD cada uno en 1914, una pequeña fortuna en aquel entonces. El 28 de junio de 1914, el Archiduque Francisco Fernando, heredero del trono Austro-Húngaro, llevaba un chaleco antibalas de seda cuando fue atacado por un pistolero. Como el disparo le impactó en el cuello, el chaleco no lo protegió. Un chaleco similar, fabricado por Jan Szczepanik en 1901, salvó la vida de Alfonso XIII cuando un asesino le disparó.
Durante la Primera Guerra Mundial, Estados Unidos desarrolló varios tipos de blindaje corporal, incluyendo el Brewster Body Shield en acero al cromo-níquel, el cual estaba compuesto por un peto y un casco que podían resistir las balas de ametralladora Lewis (con una velocidad de 820 m/s, o 2700 pies/segundo), pero pesaba 18 kg (40 libras) y dificultaba el movimiento del soldado. También se diseñó un chaleco compuesto por escamas de acero sobrepuestas y fijadas a un forro de cuero; este pesaba 5 kg (11 libras), iba pegado al cuerpo y era considerado más confortable.
A finales de la década de 1920 y comienzos de la década de 1930, los pistoleros de las bandas criminales que operaban en los Estados Unidos empezaron a usar chalecos antibalas menos costosos, hechos de tela y rellenos de algodón. Estos primeros chalecos podían absorber el impacto de balas de pistola tales como .22 Long Rifle, .25 ACP, .32 S&W, .32 S&W Largo, .380 ACP y .45 ACP, que viajan a velocidades mayores a 300 m/s (1000 pies/segundo). Para hacer frente a estos chalecos, los agentes del FBI empezaron a emplear el nuevo y más potente cartucho .38 Super y más tarde, el .357 Magnum.

### Segunda Guerra Mundial
Durante las primeras etapas de la Segunda Guerra Mundial, los Estados Unidos diseñaron armaduras para los infanteristas, pero la mayoría de los modelos eran demasiado pesados y limitaban el movimiento en combate, además de ser incompatibles con los pertrechos existentes. Las fuerzas armadas derivaron sus esfuerzos en desarrollar chaquetas flak para las tripulaciones de bombarderos. Estas chaquetas estaban hechas de tela de nailon con placas de acero en su interior, y eran capaces de detener las esquirlas de los proyectiles antiaéreos; también podían detener balas de baja velocidad.
El Ejército Británico, así como el Ejército Canadiense (la 2.ª División Canadiense de Infantería), dotaron a sus médicos destacados en Europa noroccidental con armaduras. El Ejército Imperial Japonés produjo unos cuantos tipos de armaduras para la infantería durante la Segunda Guerra Mundial, pero no tuvieron un empleo muy extenso. A mediados de 1944 se reinició en los Estados Unidos el desarrollo de armaduras. Fueron producidos varios chalecos para las fuerzas armadas estadounidenses, tales como el T34, el T39, el T62E1 y el M12. 
El Ejército Rojo utilizó varios tipos de armaduras, incluido el SN-42 (Stalynoi Nagrudnik, "peto de acero" en ruso, donde el número indica el año en que fue diseñado). Todos ellos fueron probados, pero solo el SN-42 fue producido. Este consistía en dos planchas de acero prensadas que protegían el pecho y el bajo vientre. El peto tenía un grosor de 2 mm y pesaba 3,5 kg (7,7 libras). Esta armadura era suministrada a los SHISBr (ingenieros de asalto) y los "Tankodesantniki" (tropas de asalto que iban sobre los tanques) de algunas brigadas de tanques. La armadura SN protegía al usuario de las balas de 9 mm disparadas por un subfusil MP40 a unos 50 metros, haciéndolo útil en batallas urbanas, como la Batalla de Stalingrado. Pero el peso del SN lo hacía poco práctico para ser empleado por la infantería en campo abierto.
Los Estados Unidos desarrollaron un chaleco de Doron, una lámina hecha a base de fibra de vidrio comprimida con resinas. Estos chalecos eran una combinación de telares de nailon que en su interior sostenían las placas de fibra de vidrio, y fueron empleados por primera vez durante la Batalla de Okinawa en 1945. En batalla demostraron que podían detener balas perdidas de relativa baja velocidad, algunos calibres pequeños de pistola y esquirlas de granadas, aunque resultaban inútiles en contra de balas de alto calibre y velocidad disparadas por fusiles y ametralladoras.

### 1950-1970
Durante la guerra de Corea fueron producidos varios chalecos nuevos para las fuerzas armadas estadounidenses, incluyendo el M-1951, que estaba compuesto por segmentos de plástico reforzado con placas de fibras de vidrio, intercalados en un chaleco de nailon. Estos chalecos representaban "una gran mejora en lo que a peso respecta", a pesar de que oficialmente se decía eran capaces de detener balas de pistola Tokarev de 7,62 mm disparadas a quemarropa, en la práctica las placas Doron podían detener esquirlas y balas FMJ calibre .45acp, pero no balas de pistola de alto poder y velocidad como las Tokarev y mucho menos balas de fusil de asalto. Desarrollados por Natick Laboratories e introducidos en 1967, los portaplacas T65-2 fueron los primeros chalecos diseñados para llevar placas cerámicas duras, haciéndolos capaces de detener balas de fusil calibre 7,62 mm. Estos "Chicken Plates" se fabricaron con carburo de boro, carburo de silicio u óxido de aluminio. Fueron suministrados a las tripulaciones de aeronaves que volaban a baja altitud, como el UH-1 y el UC-123 durante la Guerra de Vietnam.
En 1969 se fundó la American Body Armor, que comenzó a producir una combinación patentada de nailon acolchado con múltiples planchas de acero. Este tipo de armadura fue vendido a las agencias policiales estadounidenses por Smith & Wesson bajo la marca "Barrier Vest". El chaleco Barrier fue el primer chaleco policial ampliamente utilizado durante operaciones de alto riesgo.
A mediados de la década de 1970, DuPont introduce la fibra sintética Kevlar, que era tejida y aplicada en capas. El Kevlar fue inmediatamente incluido en un programa de evaluación del National Institute of Justice, que buscaba armaduras ligeras y de fácil ocultamiento para un grupo de prueba compuesto por agentes de policía, al mismo tiempo que buscaba determinar si era posible que lo usaran a diario. Lester Shubin, un administrador de programas del NIJ, condujo este estudio de factibilidad con unas cuantas grandes agencias policiales seleccionadas, determinando que los chalecos de Kevlar podían ser utilizados diariamente por los policías, salvando así vidas.
En 1975, Richard A. Armellino, fundador de American Body Armor, promocionó un chaleco hecho totalmente de Kevlar llamado K-15, que estaba compuesto por 15 capas de Kevlar y que incluía una placa de acero balístico "Shok Plate" de 5" x 8" situada verticalmente sobre el corazón, recibiendo el US Patent #3,971,072 por esta innovación. "Placas de trauma" de similar tamaño y ubicación aún se emplean hoy en los paneles balísticos frontales de la mayoría de los chalecos ocultables, reduciendo el trauma por impacto y aumentando la protección contra balas en el centro-masa de la zona corazón/esternón. 
En 1976, Richard Davis, fundador de Second Chance Body Armor, diseñó el primer chaleco hecho totalmente de Kevlar por esta empresa, el Model Y. La industria de los chalecos antibalas ligeros y ocultables había empezado, y esta nueva forma de protección diaria para el moderno agente de policía fue rápidamente adoptada. Para mediados y fines de los 80, un promedio de 1/3 a 1/2 de los agentes de policía que patrullaban vestían diariamente chalecos ocultables. Para 2006, habían sido documentadas más de 2000 "salvaciones" debido al empleo de chalecos policiales, validando el éxito y la eficacia de las armaduras ligeras y ocultables como pieza estándar del equipo policial de uso diario.

### 1990-presente

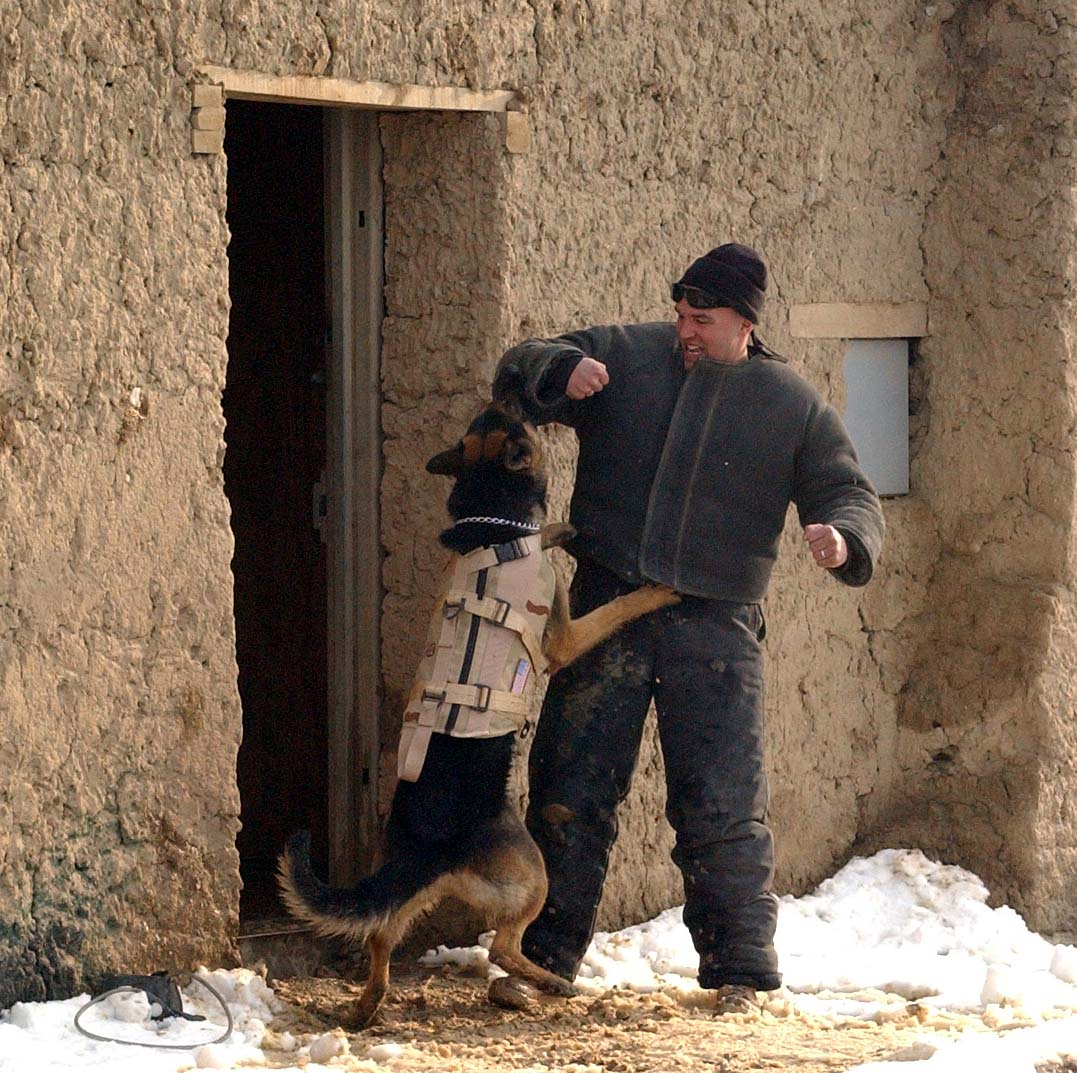
Pastor alemán con chaleco antibalas durante entrenamiento militar en Afganistán.

Las armaduras blandas de Kevlar tienen sus limitaciones, porque si "esquirlas grandes o balas de alta velocidad impactan el chaleco, la energía de estos puede causar un severo trauma por impacto" en áreas vitales específicas. El Ranger Body Armor fue desarrollado para las Fuerzas Armadas estadounidenses en 1991. A pesar de ser la segunda armadura militar estadounidense moderna capaz de detener balas de fusil y al mismo tiempo ser lo suficientemente ligera para los infantes en combate, todavía tenía defectos: "Es más pesada que la armadura antiesquirlas PASGT (Personal Armor System for Ground Troops; sistema de armadura personal para tropas terrestres, en inglés) empleada por la infantería regular y... no posee el mismo grado de protección balística alrededor del cuello y hombros". El formato del Ranger Body Armor (y armaduras más recientes suministradas a las unidades especiales estadounidenses) resaltan el dilema entre protección y movilidad que las modernas armaduras deben hacer frente en cada unidad de las fuerzas armadas.
Las más recientes armaduras suministradas a un gran número de tropas estadounidenses incluyen el Interceptor Body Armor, el Improved Outer Vest del Ejército estadounidense y el más avanzado Modular Tactical Vest del Cuerpo de Marines. Todos estos sistemas están diseñados con el chaleco como protección contra esquirlas y balas de pistola. Placas de cerámica dura, como el Small Arms Protective Insert empleadas con el Interceptor Body Armor, protegen órganos vitales de amenazas mayores. Estas amenazas son las balas de fusil de alta velocidad y antiblindaje. Chalecos similares han sido adoptados por ejércitos modernos de todo el mundo. 
Desde la década de 1970, diversas fibras nuevas y métodos de construcción para tejidos antibalas han sido desarrollados paralelamente con el Kevlar hilado, tales como el Dyneema de DSM, los GoldFlex y Spectra de Honeywell, el Twaron de Teijin Twaron, el Dragón Skin de Pinnacle Armor y el Zylon de Toyobo (esté último ahora controversial, ya que nuevos estudios demuestran que se degrada rápidamente, dejando a los usuarios con menor protección que la esperada). Estos nuevos textiles son publicitados como más ligeros, delgados y resistentes que el Kevlar, aunque son mucho más costosos. Las Fuerzas Armadas estadounidenses han desarrollado armaduras para los perros de trabajo que ayudan a los soldados de infantería en combate. Según el entrenador canino Marino de Primera Michael Thomas, los "nuevos chalecos son una mejora" de los anteriores, que solo protegían contra cuchilladas. Los nuevos chalecos también protegen contra balas.
Con la introducción de la tecnología Dyneema Force Multiplicador en 2013, la compañía holandesa DSM dio un gran paso adelante en el desarrollo de telas de alto rendimiento para chalecos antibalas. Los materiales fabricados con la tecnología Dyneema Force Multiplicador como Dyneema SB-115 y Dyneema SB-117 permiten a los fabricantes de chalecos reducir el peso del mismo en un 25%. Actualmente, la mayoría de los fabricantes usan la tecnología Dyneema Force Multiplier para ofrecer los productos más livianos.

### Estándar NIJ
La norma establecida por el NIJ es ampliamente conocida y aceptada por las agencias policiales de todo el mundo. Por lo tanto, el estándar NIJ proporciona el nivel de rendimiento para la mayoría de los chalecos antibalas. El estándar NIJ especifica cuáles son los requisitos mínimos para blindaje que han sido probados bajos sus protocolos de rendimiento, y evalúa y clasifica los diferentes tipos de chalecos de acuerdo con los niveles de amenaza.

## Protección contra explosiones
Las brigadas antiexplosivos usan grandes armaduras diseñadas para la protección contra muchos de los efectos de un artefacto explosivo de tamaño moderado, como las bombas empleadas en los atentados terroristas. Estas armaduras son básicamente un casco completo, que a su vez cubre la cara y cuello, cierto grado de protección en los genitales y una armadura muy resistente en el torso. También contiene protección para la columna, en caso de que la explosión haga volar al artificiero. La visibilidad y movilidad de la persona que usa estos trajes es muy reducida, así como el tiempo que pueden trabajar con el artefacto explosivo.